# Andriana (geslacht)
Andriana is een geslacht van rechtvleugeligen uit de familie doornsprinkhanen (Tetrigidae). De wetenschappelijke naam van dit geslacht is voor het eerst geldig gepubliceerd in 1929 door Rehn.

## Soorten
Het geslacht Andriana omvat de volgende soorten:
- Andriana hancocki Bruner, 1910
- Andriana intermedia Devriese, 1991
- Andriana pyramidata Rehn, 1929
- Andriana tertia Günther, 1974